# Naga City (Camarines Sur)
Naga (Bikolano Ciudad nin Naga, Filipino Lungsod ng Naga, „Stadt Naga“) ist eine philippinische Stadt. Sie liegt im südöstlichen Teil der Insel Luzon in der Bicol-Region in der Provinz Camarines Sur etwa 280 km südöstlich von Manila. Es wird Bikolano, Filipino/Tagalog und Englisch gesprochen.
Die Entdeckung des Ortes durch den Konquistador Juan de Salcedo lässt sich auf das Jahr 1573 zurückführen. Erst seit dem Jahre 1919 heißt der Ort Naga, davor hieß der, von den Spaniern genannte Ort noch Nueva Caceres. Die Einwohner Naga's werden Nagueños genannt.

## Verkehrsanbindung
Naga ist von Manila aus zu erreichen
- mit dem Flugzeug über den Flughafen Naga der in Pili liegt. Es gibt zwei Mal täglich einen Flug mit der Cebgo nach Manila. Im März 2023 eröffnet Cebu Pacific eine Route zum Flughafen Mactan-Cebu.
- mit der Bahn (Philippine National Railways) gibt es eine Verbindung pro Tag. Die Bahn braucht für die Strecke Manila – Naga etwa 12,5 Stunden.
- mit dem Bus gibt es mehrere Abfahrten am Tag von unterschiedlichsten Anbietern. Die Fahrt dauert etwa 8 Stunden.

## Barangays
Naga ist unterteilt in 27 Barangays:
| Barangay           | Einwohner |
| ------------------ | --------- |
| Abella             | 5.016     |
| Bagumbayan Norte   | 2.331     |
| Bagumbayan Sur     | 4.709     |
| Balatas            | 6.808     |
| Calauag            | 7.208     |
| Cararayan          | 7.355     |
| Carolina           | 4.355     |
| Concepcion Grande  | 8.524     |
| Concepcion Pequeña | 16.818    |
| Dayangdang         | 4.604     |
| Del Rosario        | 6.260     |
| Dinaga             | 467       |
| Igualdad           | 2.591     |
| Lerma              | 2.329     |
| Liboton            | 3.006     |
| Mabolo             | 5.962     |
| Pacol              | 6.271     |
| Panicuason         | 1.847     |
| Peñafrancia        | 5.451     |
| Sabang             | 5.991     |
| San Felipe         | 6.126     |
| San Isidro         | 1.139     |
| San Francisco      | 1.813     |
| Sta. Cruz          | 5.750     |
| Tabuco             | 4.276     |
| Tinago             | 3.927     |
| Triangulo          | 6.882     |

## Sehenswürdigkeiten
- St. John the Evangelist, Kathedrale des Erzbistums Caceres
- Basilika Unserer Lieben Frau von Peñafrancia.

## Söhne und Töchter der Stadt
- Joker Arroyo (1927–2015), Politiker
- Adolfo Tito Yllana (* 1948), Erzbischof und Diplomat des Heiligen Stuhls
- Leni Robredo (* 1964), Anwältin und Politikerin